# Nikolaus Rotenfels
Nikolaus Rotenfels (* wahrscheinlich 1404 in Naumburg an der Saale; † 1475) war ein Domherr in Meißen und Naumburg.

## Leben
Vermutlich entstammte Nikolaus Rotenfels der gleichen Adelsfamilie wie der Naumburger Bischof Ulrich II. von Radefeld (1394–1409). 1422 studierte er an der Universität Leipzig und erhielt 1443 die Anwartschaft auf eine niedere Domherrenstelle in Meißen.
Gleichzeitig wird er auch als Pfarrer (lat. plebanus) der damals berühmten Wallfahrtskirche Ebersdorf bei Chemnitz genannt, die er zu einer großen Hallenkirche baulich erweitern und reich ausstatten ließ, worauf 1469 die Erhebung zur Stiftskirche folgte. 
Weitere Pfründen bezog Rotenfels aus seiner Stellung als Vikar an der Chemnitzer Jakobikirche und als voll stimmberechtigter Domherr zu Naumburg, wo er 1458 in der Kathedrale eine reich dotierte Vikarie für den Stellvertreter des Dekans stiftete.
Nach dem ältesten Anniversarienbuch des Meißner Doms starb er 1475 und wurde in der Nordwestecke der Domkirche bestattet.